# Opuntia ficus-indica
Opuntia ficus-indica (nomes comuns: cumbeba, figueira-da-barbaria, figueira-da-barbária, figueira-da-índia, figueira-do-diabo, figueira-do-inferno, figueira-palmeira, figueira-tuna, nopal, palma, pera espinhosa, piteira, sabra, tabaibeira, tuna, urumbeba, urumbeva) é uma espécie de cacto originária das regiões desérticas do Norte do México ao Sudoeste dos Estados Unidos. Planta comum em regiões semiáridas, possui alto teor de carboidratos não fibrosos, vitamina A e ferro.

## Origem
Opuntia (de acordo com Alexander von Humboldt), era uma palavra oriunda da língua dos taínos e absorvida pela língua espanhola por volta do ano 1500. É tão importante economicamente como o milho e a tequila no México da atualidade. Como originam híbridos facilmente, a sua origem é difícil de determinar mas é sabido que o consumo humano remonta há pelo menos 9000 anos.

## Descrição
Cacto suculento, ramificado, de porte arbustivo, com altura entre 1,5–3 m, ramos clorofilados achatados, de coloração verde-acinzentada, mais compridos (30–60 cm) do que largos (6–15 cm), variando de densamente espinhosos até desprovidos de espinhos. As folhas são excepcionalmente pequenas, decíduas precoces. As flores são amarelo ou laranja brilhantes, vistosas. Os frutos são amarelos-avermelhados, suculentos, com aproximadamente 8 cm de comprimento, com tufos de diminutos espinhos. A reprodução, faz-se por semente ou vegetativamente.

### Tipos
Existem dois tipos dentro dessa mesma espécie:
- Opuntia ficus-indica (vulgar Palma redonda ou Orelha de onça) que possui raquetes arredondadas.[14]
- Opuntia fícus indica Mill (vulgar Palma grande ou Palma-santa) que possui raquetes com formatos ovais.[14]

## Fruto
O fruto é conhecido por tabaibo, figo-do-diabo, figo-da-Índia, figo-palmeira ou tuna. A sua polpa é suculenta e tem alto teor de fibras, vitamina A e ferro.

## Galeria

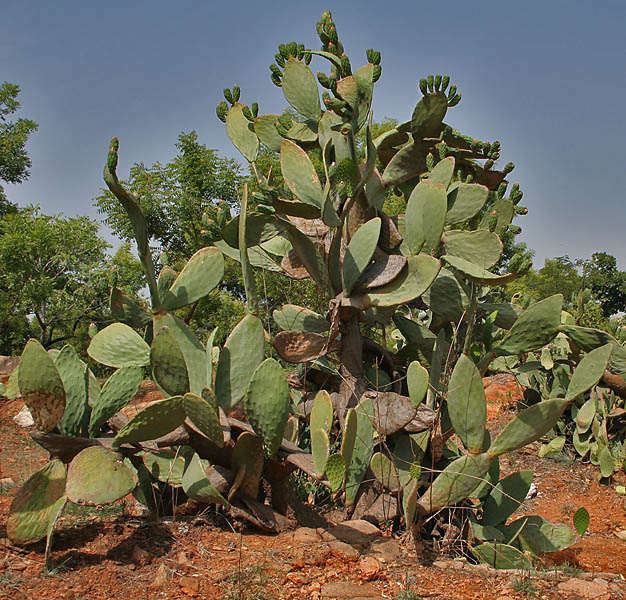
Figueira da Índia
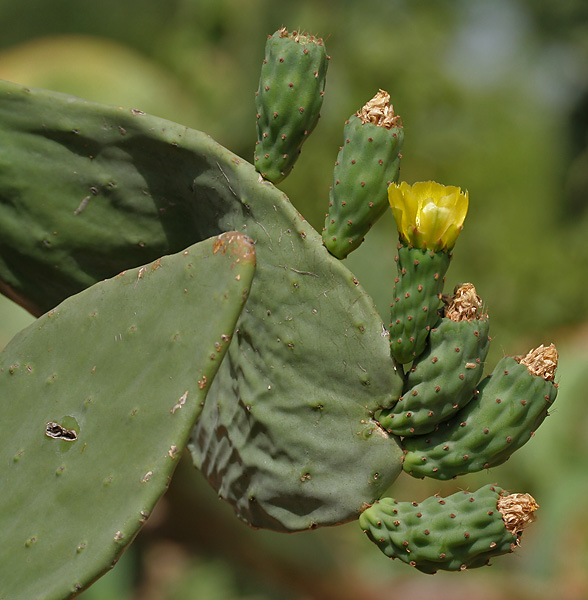
Florescimento
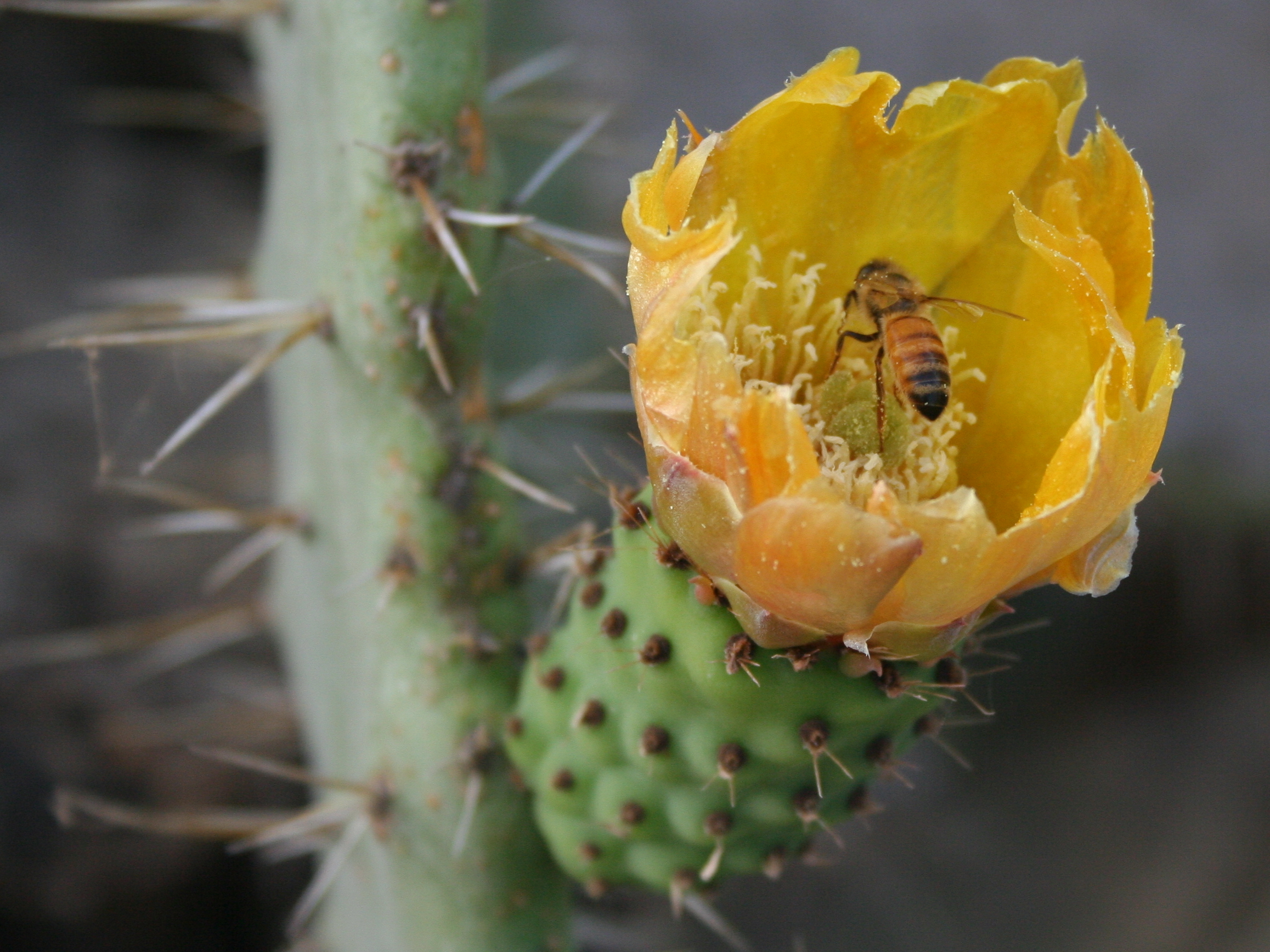
Flor amarela
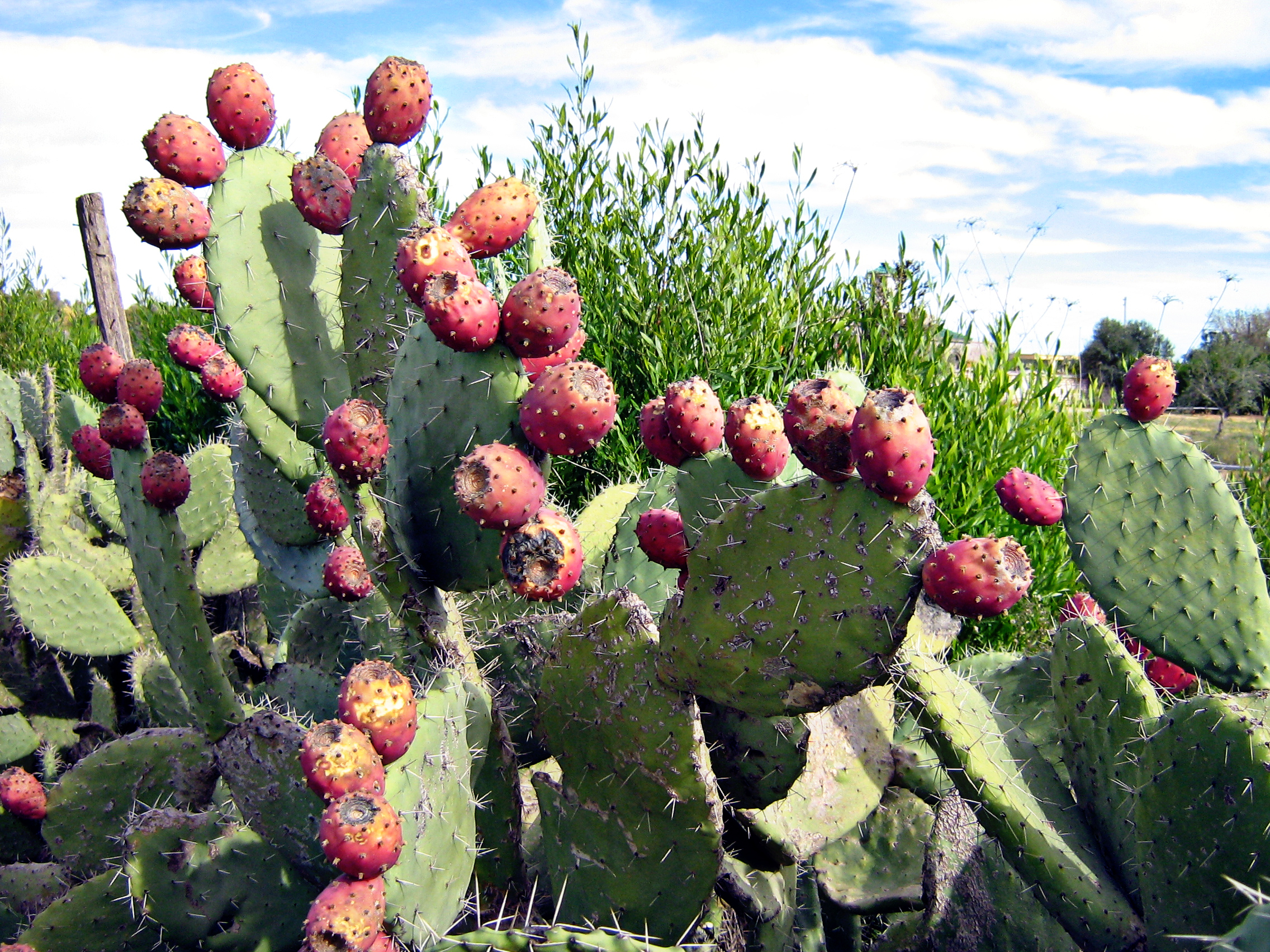
Frutos da touçeira